# Lometa, Texas
Lometa là một thành phố thuộc quận Lampasas, tiểu bang Texas, Hoa Kỳ. Năm 2010, dân số của xã này là 856 người.

## Dân số
- Dân số năm 2000: 782 người.
- Dân số năm 2010: 856 người.